# ドーチェスター郡 (サウスカロライナ州)
ドーチェスター郡（英: Dorchester County）は、アメリカ合衆国サウスカロライナ州の郡である。人口は16万1540人（2020年） 。郡庁所在地はセントジョージであり、同郡で人口最大の都市は他の2郡に跨るノースチャールストンである。
ドーチェスター郡はチャールストン・ノースチャールストン・サマービル都市圏に属している。この都市圏はアメリカ合衆国行政管理予算局が定義し、アメリカ合衆国国勢調査局が統計目的に利用するものである。

## 歴史
ドーチェスター郡の郡名は、1966年に会衆派教会教徒によって設立された最初の開拓地に因んで名付けられた。郡の開拓者はそのマサチューセッツ州ドーチェスターから来ていた。
ドーチェスター郡が設立されたのは1897年になってからであり、隣接するコレトン郡とバークレー郡の一部を合わせて作られた。

## 地理
アメリカ合衆国国勢調査局に拠れば、郡域全面積は577平方マイル (1,494.4 km2)であり、このうち陸地575平方マイル (1,489.2 km2)、水域は2平方マイル (5.2 km2)で水域率は0.34%である。

### 隣接する郡
- バンバーグ郡 - 西
- バークレー郡 - 東
- チャールストン郡 - 南東
- コレトン郡 - 南西
- オレンジバーグ郡 - 北西

## 人口動態
以下は2000年国勢調査による人口統計データである。
| 基礎データ - 人口: 96,413人 - 世帯数: 34,709 世帯 - 家族数: 26,309 家族 - 人口密度: 65人/km2（168人/mi2） - 住居数: 37,237軒 - 住居密度: 25軒/km2（65軒/mi2） 人種別人口構成 - 白人: 71.05% - アフリカン・アメリカン: 25.08% - ネイティブ・アメリカン: 0.73% - アジア人: 1.13% - 太平洋諸島系: 0.07% - その他の人種: 0.59% - 混血: 1.36% - ヒスパニック・ラテン系: 1.79% 年齢別人口構成 - 18歳未満: 28.9% - 18-24歳: 7.7% - 25-44歳: 31.6% - 45-64歳: 22.6% - 65歳以上: 9.1% - 年齢の中央値: 35歳 - 性比（女性100人あたり男性の人口） - 総人口: 95.8 - 18歳以上: 91.7 | 世帯と家族（対世帯数） - 18歳未満の子供がいる: 40.0% - 結婚・同居している夫婦: 57.2% - 未婚・離婚・死別女性が世帯主: 14.6% - 非家族世帯: 24.2% - 単身世帯: 20.2% - 65歳以上の老人1人暮らし: 6.5% - 平均構成人数 - 世帯: 2.72人 - 家族: 3.13人 収入と家計 - 収入の中央値 - 世帯: 43,316米ドル - 家族: 50,177米ドル - 性別 - 男性: 35,423米ドル - 女性: 24,405米ドル - 人口1人あたり収入: 18,840米ドル - 貧困線以下 - 対人口: 9.7% - 対家族数: 7.1% - 18歳未満: 11.4% - 65歳以上: 13.3% |

## 州政府の機関
サウスカロライナ州矯正省が郡内のリッジビルでリーバー矯正施設を運営している。この刑務所には州内の男性死刑囚を収容している。

## 都市と町
- グローバー - セントジョージの南、エディスト川近くにある村
- ハーレービル
- ノースチャールストン - 大半はチャールストン郡内
- リーブズビル
- リッジビル
- セントジョージ - 郡庁所在地
- サマービル - 小部分がバークレー郡とチャールストン郡内
- ラドソン - 一部がバークレー郡とチャールストン郡内、国勢調査指定地域